# Gelbsreuth
Gelbsreuth (oberfränkisch: Gelbs-rahd) ist ein Gemeindeteil des Marktes Wonsees im Landkreis Kulmbach (Oberfranken, Bayern). Gelbsreuth liegt in der Gemarkung Sanspareil.

## Geografie
Das Dorf Gelbsreuth liegt auf einer Hochebene, die zum Einzugsgebiet der Wiesent gehört und im nordöstlichsten Teil der Fränkischen Schweiz liegt. Die Nachbarorte sind Kleinhül im Norden, Alladorf im Osten, Trumsdorf im Südosten, Fernreuth im Süden, Kainach im Südwesten sowie Wonsees und Sanspareil im Nordosten. Das Dorf ist vom drei Kilometer entfernten Wonsees aus über eine Gemeindeverbindungsstraße erreichbar. Außerdem durchquert die aus Norden von Großenhül kommende Kreisstraße KU 23 das Dorf in Nord-Süd-Richtung und führt weiter zur Landkreisgrenze, ab der sie als Kreisstraße BT 40 weiter zur Bundesstraße 22 führt.

## Geschichte
Der Ort wurde um 1388 als „Gelbsrewt“ erstmals urkundlich erwähnt. Das Bestimmungswort des Ortsnamens ist der althochdeutsche Personenname Gelb/Gelf.
Mit dem Gemeindeedikt wurde Gelbsreuth dem 1811 gebildeten Steuerdistrikt Wonsees und der 1818 gebildeten Ruralgemeinde Sanspareil, zugewiesen. Am 1. Juli 1972 wurde Gelbsreuth im Zuge der Gebietsreform in Bayern in den Markt Wonsees eingegliedert.